# Corallus batesii
Corallus batesii là một loài rắn trong họ Boidae. Loài này được Gray mô tả khoa học đầu tiên năm 1860.

## Hình ảnh

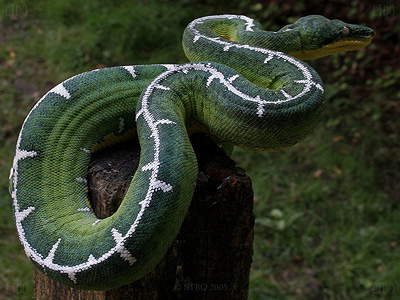